# باتیستا سخاس
باتیستا سخاس (انگلیسی: Bautista Cejas؛ زادهٔ ۶ مارس ۱۹۹۸) بازیکن فوتبال اهل آرژانتین است.
از باشگاه‌هایی که در آن بازی کرده‌است می‌توان به باشگاه فوتبال استودیانتس اشاره کرد.
وی همچنین در تیم ملی فوتبال Argentina U17 بازی کرده‌است.